# Pilgrim (음반)
| 전문가 평가          | 전문가 평가 |
| 평가 점수            | 평가 점수   |
| 출처                 | 점수        |
| -------------------- | ----------- |
| AllMusic             | [ 1 ]       |
| Entertainment Weekly | B-          |
| Los Angeles Times    | [ 3 ]       |
| Robert Christgau     | C+          |
| Rolling Stone        | [ 5 ]       |
| Sputnikmusic         | [ 6 ]       |

《Pilgrim》은 영국의 록 음악가 에릭 클랩튼이 1998년 3월 10일에 리프리즈 레코드를 위해 발매한 열세 번째 솔로 스튜디오 음반이다. 이 음반은 클랩튼의 1989년 히트 음반 《Journeyman》 이후 완전히 새로운 스튜디오 녹음 자료를 수록하고 있으며 여러 개의 음악 상 후보에 올랐다. 비록 대부분의 비평가들이 1998년 스튜디오 활동에 부정적인 반응을 보였지만, 이 음반은 22개국에서 톱 10에 진입하여 전세계적으로 4,500,000장 이상이 팔리면서 클랩튼의 가장 상업적으로 성공한 음반 중 하나이다.

## 배경
이 음반은 오션 웨이와 올림픽 스튜디오에서 1997년에 녹음되었다. 《Pilgrim》의 발매는 1989년 《Journeyman》 음반 이후 클랩튼의 새 오리지널 스튜디오 자료 첫 음반이었다. 1998년 2월 래리 킹과 인터뷰를 했을 때, 클랩튼은 음반 제목이 어떻게 되었는지 설명했다. "글쎄요, 아무래도 음반에 〈Pilgrim〉이라는 곡이 먼저 나온 것 같아요. 제가 음반의 타이틀을 잡게 되었을 때, 저는 그 곡이 《Journeyman》의 실마리를 따라갈 수 있는 좋은 방법이라고 생각했기 때문에 그 곡은 정말 같은 의미였습니다. 음악가로서의 제 인생과 다른 많은 존경들을 보는 것만으로도요. 그것은 자서전적인 것입니다. 그리고 저는 제 자신이 마치 탐구에 빠진 외로운 사람처럼 보인다고 생각합니다." 《Pilgrim》의 음반 커버와 포장은 원래 에릭 클랩튼 자신이 구상한 것이었다. 그러나 《신세기 에반게리온》의 캐릭터 디자이너로 가장 잘 알려진 일본 만화와 애니메이션 아티스트 사다모토 요시유키가 작품을 보게 되자 클랩튼 아이디어를 실행하고 커버와 포장을 디자인해 클랩튼의 승인을 받아 최종 발매에 활용했다.

## 곡 목록
| #   | 제목                 | 작사·작곡                 | 재생 시간 |
| --- | -------------------- | ------------------------- | --------- |
| 1.  | 〈My Father's Eyes〉 | 에릭 클랩튼               | 5:24      |
| 2.  | 〈River of Tears〉   | 클랩튼, 사이먼 클리미     | 7:22      |
| 3.  | 〈Pilgrim〉          | 클랩튼, 클리미            | 4:17      |
| 4.  | 〈Broken Hearted〉   | 클랩튼, 그레그 필린게인즈 | 7:52      |
| 5.  | 〈One Chance〉       | 클랩튼, 클리미            | 5:55      |
| 6.  | 〈Circus〉           | 클랩튼                    | 4:11      |
| 7.  | 〈Going Down Slow〉  | 세인트루이스 지미 오든    | 5:19      |
| 8.  | 〈Fall Like Rain〉   | 클랩튼                    | 3:50      |
| 9.  | 〈Born in Time〉     | 밥 딜런                   | 4:41      |
| 10. | 〈Sick and Tired〉   | 클랩튼, 클리미            | 5:43      |
| 11. | 〈Needs His Woman〉  | 클랩튼                    | 3:45      |
| 12. | 〈She's Gone〉       | 클랩튼, 클리미            | 4:45      |
| 13. | 〈You Were There〉   | 클랩튼                    | 5:31      |
| 14. | 〈Inside of Me〉     | 클랩튼, 클리미            | 5:25      |

## 인증
| 국가                                                  | 인증        | 판매량/출하량 |
| ----------------------------------------------------- | ----------- | ------------- |
| 오스트레일리아 (ARIA)                                 | 골드        | 35,000^       |
| 오스트리아 (IFPI 오스트리아)                          | 골드        | 25,000*       |
| 벨기에 (BEA)                                          | 골드        | 0*            |
| 캐나다 (뮤직 캐나다)                                  | 2× 플래티넘 | 200,000^      |
| 핀란드 (Musiikkituottajat)                            | 골드        | 21,583        |
| 프랑스 (SNEP)                                         | 골드        | 149,000       |
| 독일 (BVMI)                                           | 골드        | 250,000^      |
| 홍콩 (IFPI 홍콩)                                      | 플래티넘    | 20,000*       |
| 일본 (RIAJ)                                           | 2× 플래티넘 | 400,000^      |
| 뉴질랜드 (RMNZ)                                       | 골드        | 7,500^        |
| 노르웨이 (IFPI 노르웨이)                              | 플래티넘    | 50,000*       |
| 폴란드 (ZPAV)                                         | 골드        | 50,000*       |
| 스페인 (PROMUSICAE)                                   | 골드        | 50,000^       |
| 스웨덴 (GLF)                                          | 골드        | 40,000^       |
| 스위스 (IFPI 스위스)                                  | 골드        | 25,000^       |
| 영국 (BPI)                                            | 골드        | 100,000^      |
| 미국 (RIAA)                                           | 플래티넘    | 1,000,000^    |
| 요약                                                  |             |               |
| 유럽 (IFPI)                                           | 2× 플래티넘 | 2,000,000*    |
| *판매량을 기반으로 한 인증 ^출하량을 기반으로 한 인증 |             |               |